# Sarah Harrow
Sarah Harrow (1973) è una triatleta neozelandese.

## Carriera
Nel 1993 ha vinto la medaglia d'oro ai mondiali di Manchester - categoria junior - con un tempo di 2:13:23, davanti all'australiana Natalya Orchard e alla danese Marie Overbye.
L'anno successivo ha vinto la medaglia di bronzo ai mondiali di Wellington, stavolta nella categoria Élite, alle spalle dell'australiana Emma Carney e della danese Anette Pedersen.
Nel 1995 si è classificata 5ª nelle gare di coppa del mondo di Gamagori e di Drummondville. Ai campionati del mondo di Cancun non è andata oltre un 33º posto assoluto.
Infine, nel 1996 ha ottenuto un ottimo 2º posto nella gara di coppa del mondo di Auckland, sempre alle spalle dell'australiana Emma Carney, è arrivata tra le prime dieci in altre quattro gare: in particolare, 6° a Ilheus, 7 a Parigi, 8° a Ishigaki e 9° Noosa. Ai mondiali di Cleveland si classifica al 13º posto.